# Chuck D
Chuck D, właściwie Carlton Douglas Ridenhour (ur. 1 sierpnia 1960 w Nowym Jorku) – amerykański raper, pomysłodawca i członek grupy Public Enemy. Przedstawiciel tzw. politycznego hip-hopu. Wydał cztery solowe albumy, czternaście albumów z Public Enemy oraz jeden z Prophets of Rage.

## Dyskografia

### Albumy solowe
- Autobiography of Mistachuck (1996)
- The Black In Man (2014)
- If I Can't Change the People Around Me I Change the People Around Me (2016)
- Celebration of Ignorance (2018)

### Prophets of Rage
- Prophets of Rage (2017)